# ميتشيل بلوك
ميتشيل بلوك (بالإنجليزية: Mitchell Block)‏ هو صانع أفلام وثائقية أمريكي، ولد في 1950.

## وصلات خارجية
- ميتشيل بلوك على موقع IMDb (الإنجليزية)
- ميتشيل بلوك على موقع قاعدة بيانات الفيلم (الإنجليزية)